# Rus-M
Rus-M (en ruso: Русь-М) era proyecto de desarrollo de lanzadores espaciales de la Agencia Espacial Rusa iniciado en el año 2009 y cancelado en agosto de 2015.
La estructura del cohete era de tipo modular (similar a los Angara o EELV) y aspiraba a convertirse en el principal lanzador ruso de futuros vuelos espaciales tripulados y no tripulados. Sería el lanzador para la nave Federatsia, una nueva nave espacial tripulada que reemplazará las Soyuz. El Rus-M estaba siendo desarrollado por un consorcio de empresas aeroespaciales rusas, lideradas por TsSKB-Progress.

## Historia

### Cosmódromo de Vostochny
A comienzos de 2008, a la luz de la decisión de construir el nuevo Cosmódromo de Vostochny, la agencia espacial rusa Roskosmos ha decidido desarrollar una serie de nuevos lanzadores que se lanzarán desde este cosmódromo. Dado que tradicionalmente en Rusia se usa el transporte ferroviario para transportar las etapas de los cohetes ensamblados a los sitios de lanzamiento, el diámetro de las etapas de los cohetes se limitó a 3,8 metros y a una longitud de alrededor de 25 metros, para asegurar su transporte por ferrocarril a través de los túneles estrechos y las curvas cerradas de las líneas ferroviarias del Extremo Oriente.

### Concurso
Una de las ideas principales de Roskosmos era distribuir el trabajo entre varias empresas aeroespaciales rusas para asegurar que todos tuvieran contratos estatales. Sin embargo, uno de los líderes de la industria, el Centro estatal de investigación y producción espacial Khrunichev (GKNPZ Khrunichev) ya tenía contratos para el desarrollo del nuevo lanzador Angara. Por lo tanto, desde el comienzo Roskosmos favorecía al proyecto que llevaría a cabo el conglomerado de TsSKB Progress de Samara, GRZ Makeyev de Miass y RKK Energia de Korolev.
Como era de esperar, en marzo de 2009 el conglomerado de estas 3 empresas ganó el concurso. TsSKB Progress adquiría la responsabilidad del desarrollo del concepto del lanzador en general, y de su segunda etapa en concreto. GRZ Makeyev desarrollaría la primera etapa; y por último, RKK Energia supervisaría el sistema de transporte tripulado Perspektivnaya Pilotiruemaya Transportnaya Sistema.
En agosto de 2009 en el salón aeroespacial MAKS de Moscú, TsSKB-Progress presentó su visión del proyecto mediante modelos y dibujos del futuro lanzador. 

## Visión general
De acuerdo con los requerimientos oficiales de Roskosmos, el consorcio liderado por TsSKB-Progress ante todo tendría que construir la versión Rus-MP, que estaba pensada primeramente como un vehículo para lanzar la nueva nave espacial tripulada Federatsia. Rus-MP también estaría disponible en versión no tripulada. 
Posteriormente, usando Rus-MP como base, el fabricante de Samara habría de construir varios lanzadores capaces de lanzar hasta 50 toneladas a la órbita baja, y de hasta 100. En el año 2010 se esperaban 4 variantes de este lanzador, que se lanzarían del mismo complejo de lanzamiento universal desde el Cosmódromo de Vostochny.
Las primeras etapas de estos cohetes se construirían usando los bloques universales propulsados (URM, del ruso «Universalniy Raketniy Modul») que empleaban una nueva versión de motor cohete RD-180V, producido por NPO Energomash. El primer vuelo se esperaba para 2014.

## Variantes
En estos momentos se prevén 4 variantes del lanzador:
- Rus-MS (en ruso, «Русь-МС»)
- Rus-MP (en ruso, «Русь-МП»)
- Rus-MT-35 (en ruso, «Русь-МТ-35»), pesada
- Rus-MT-50 o Rus-MST (en ruso, «Русь-МСТ»)

| Versión                         | Versión                         | Rus-MS           | Rus-MP           | Rus-MT-35        | Rus-MT-50               |
| ------------------------------- | ------------------------------- | ---------------- | ---------------- | ---------------- | ----------------------- |
| Clase                           | Clase                           | Media            | Media-pesada     | Pesada           | Pesada                  |
| Masa, toneladas                 | Masa, toneladas                 | 233              | 673              | 1100             | 1433                    |
| Altura, m                       | Altura, m                       | n/d              | 61,1             | 70               | 86,5                    |
| Empuje, ts                      | al nivel del mar                | 390              | 916,15           | 1950,0           | 1560,0                  |
| Empuje, ts                      | en vacío                        | 424              | 1016,1           | 2120,0           | 1696,0                  |
| Carga útil, toneladas           | LEO a 200 km                    | 6,5              | 23,8             | 33-36            | 53-54                   |
| Carga útil, toneladas           | GEO                             | n/a              | 4,0              | 7,0-7,5          | 11,5                    |
| Primera Etapa                   |                                 |                  |                  |                  |                         |
| Motores                         | Motores                         | 1 х RD-180V      | 3 x RD-180V      | 5 x RD-180V      | 4 x RD-180V             |
| Empuje, ts                      | al nivel del mar                | 390              | 916,15           | 1950,0           | 1560,0                  |
| Empuje, ts                      | en vacío                        | 424              | 1016,1           | 2120,0           | 1696,0                  |
| Carburante + oxidante, (masa t) | Carburante + oxidante, (masa t) | RP1 + LOX (180)  | RP1 + LOX (540)  | RP1 + LOX (900)  | RP1 + LOX (960)         |
| Segunda Etapa                   |                                 |                  |                  |                  |                         |
| Motores                         | Motores                         | 1 х RD-0124      | 4 x RD-0146      | 4 x RD-0146      | 1 x RD-180V             |
| Empuje, ts                      | al nivel del mar                | -                | -                | -                | 156,0                   |
| Empuje, ts                      | en vacío                        | 30               | 40               | 40               | 170,0 (40% del nominal) |
| Carburante + oxidante, (masa t) | Carburante + oxidante, (masa t) | RP1 + LOX (22,5) | LH2 + LOX (46,5) | LH2 + LOX (46,5) | RP1 + LOX (240)         |
| Tercera Etapa                   |                                 |                  |                  |                  |                         |
| Motores                         | Motores                         | -                | -                | -                | 4 x RD-0146             |
| Empuje, ts                      | al nivel del mar                | -                | -                | -                | -                       |
| Empuje, ts                      | en vacío                        | -                | -                | -                | 40                      |
| Carburante + oxidante, (masa t) | Carburante + oxidante, (masa t) | -                | -                | -                | LH2 + LOX (50)          |